# Klaus Steinbach
Klaus Steinbach, né le 24 décembre 1953 à Clèves, est un nageur allemand ayant représenté la RFA.

## Carrière
Klaus Steinbach participe aux Jeux olympiques d'été de 1972 à Munich et remporte la médaille d'argent dans l'épreuve du 4 × 200 m nage libre avec ses coéquipiers Werner Lampe, Hans Vosseler et Hans Fassnacht. Il participe également aux Jeux olympiques de 1976 à Montréal où il remporte la médaille de bronze dans l'épreuve du relais 4 × 100 m 4 nages nage libre avec ses coéquipiers Walter Kusch, Michael Kraus et Peter Nocke.

## Palmarès

### Championnats d'Europe
- Championnats d'Europe 1974 à Vienne (Autriche) :
  -  Médaille d'or du relais 4 × 100 m nage libre.
  -  Médaille d'or du relais 4 × 200 m nage libre.
  -  Médaille d'or du relais 4 × 100 m quatre nages.
  -  Médaille d'argent du 200 m nage libre.
  -  Médaille de bronze du 100 m nage libre.
- Championnats d'Europe 1977 à Jönköping (Suède) :
  -  Médaille d'or du relais 4 × 100 m nage libre.
  -  Médaille d'or du relais 4 × 100 m quatre nages.
  -  Médaille d'argent du relais 4 × 200 m nage libre.
  -  Médaille de bronze du 100 m dos.